# Zápas na Letních olympijských hrách 1992 – muži, řecko-římský do 52 kg
Zápas řecko-římský ve váhové kategorii do 52 kg probíhal na Letních olympijských hrách 1992 v Barcelonském Instituto Nacional de Educación Física de Cataluña. O medaile se utkalo celkem 19 zápasníků.

## Turnajové výsledky
Zápasníci jsou rozděleni do dvou skupin. Je aplikován systém na dvě porážky.
Legenda
- TO — Lopatkové vítězství
- SP — Vítězství pro převahu, 12 až 14 bodů rozdíl, poražený s body
- SO — Vítězství pro převahu, 12 až 14 bodů rozdíl, poražený bez bodů
- ST — Vítězství na technickou převahu, 15 bodů rozdíl
- PP — Vítězství na body, poražený s body
- PO — Vítězství na body, poražený bez bodů
- PA — Vítězství pro soupeřovo zranění
- DQ — Vítězství pro soupeřovu diskvalifikaci
- D2 — Oba zápasníci diskvalifikováni pro pasivitu, skóre 0-0
- DNA — Nenastoupil
- L — Porážky
- ER — Kolo vyřazení
- CP — Klasifikační body
- TP — Technické body

### Skupiny

#### Skupina A
| L      |                           | CP       | TP     |                           | L      |        |
| Kolo 1 | Kolo 1                    | Kolo 1   | Kolo 1 | Kolo 1                    | Kolo 1 | Kolo 1 |
| ------ | ------------------------- | -------- | ------ | ------------------------- | ------ | ------ |
| 0      | Min Kyung-Gab (KOR)       | 4-0 PA   | 4:37   | Majid Jahandideh (IRI)    | 1      |        |
| 0      | Ismo Kamesaki (FIN)       | 3-1 PP   | 2-1    | Serge Robert (FRA)        | 1      |        |
| 0      | Valentin Rebegea (ROU)    | 3-1 PP   | 5-3    | Raúl Martínez (CUB)       | 1      |        |
| 1      | Olaf Brandt (GER)         | 0-3.5 SO | 0-13   | Alfred Ter-Mkrtčjan (EUN) | 0      |        |
| 0      | Chálid al-Faradž (SYR)    |          |        | Bye                       |        |        |
| Kolo 2 |                           |          |        |                           |        |        |
| 1      | Chálid al-Faradž (SYR)    | 1-3 PP   | 5-8    | Min Kyung-Gab (KOR)       | 0      |        |
| 2      | Majid Jahandideh (IRI)    | 0-3 PO   | 0-6    | Ismo Kamesaki (FIN)       | 0      |        |
| 2      | Serge Robert (FRA)        | 1-3 PP   | 1-2    | Valentin Rebegea (ROU)    | 0      |        |
| 1      | Raúl Martínez (CUB)       | 4-0 ST   | 15-0   | Olaf Brandt (GER)         | 2      |        |
| 0      | Alfred Ter-Mkrtčjan (EUN) |          |        | Bye                       |        |        |
| Kolo 3 |                           |          |        |                           |        |        |
| 0      | Alfred Ter-Mkrtčjan (EUN) | 3-1 PP   | 4-1    | Chálid al-Faradž (SYR)    | 2      |        |
| 0      | Min Kyung-Gab (KOR)       | 3-1 PP   | 12-1   | Valentin Rebegea (ROU)    | 1      |        |
| 0      | Ismo Kamesaki (FIN)       | 3-1 PP   | 4-2    | Raúl Martínez (CUB)       | 2      |        |
| Kolo 4 |                           |          |        |                           |        |        |
| 0      | Alfred Ter-Mkrtčjan (EUN) | 3-0 PO   | 3-0    | Min Kyung-Gab (KOR)       | 1      |        |
| 1      | Ismo Kamesaki (FIN)       | 0-3 PO   | 0-7    | Valentin Rebegea (ROU)    | 1      |        |
| Kolo 5 |                           |          |        |                           |        |        |
| 0      | Alfred Ter-Mkrtčjan (EUN) | 3-0 PO   | 5-0    | Valentin Rebegea (ROU)    | 2      |        |
| 1      | Min Kyung-Gab (KOR)       | 3-1 PP   | 10-2   | Ismo Kamesaki (FIN)       | 2      |        |

| Zápasník                  | L | ER | CP   |
| ------------------------- | - | -- | ---- |
| Alfred Ter-Mkrtčjan (EUN) | 0 | -  | 12.5 |
| Min Kyung-Gab (KOR)       | 1 | -  | 13   |
| Valentin Rebegea (ROU)    | 2 | 5  | 10   |
| Ismo Kamesaki (FIN)       | 2 | 5  | 10   |
| Raúl Martínez (CUB)       | 2 | 3  | 6    |
| Chálid al-Faradž (SYR)    | 2 | 3  | 2    |
| Serge Robert (FRA)        | 2 | 2  | 2    |
| Majid Jahandideh (IRI)    | 2 | 2  | 0    |
| Olaf Brandt (GER)         | 2 | 2  | 0    |

#### Skupina B
| L      |                        | CP     | TP     |                        | L      |        |
| Kolo 1 | Kolo 1                 | Kolo 1 | Kolo 1 | Kolo 1                 | Kolo 1 | Kolo 1 |
| ------ | ---------------------- | ------ | ------ | ---------------------- | ------ | ------ |
| 1      | Ulises Valentin (DOM)  | 0-4 ST | 0-16   | Bratan Cenov (BUL)     | 0      |        |
| 0      | Senad Rizvanović (IOP) | 3-0 PO | 10-0   | Remzi Öztürk (TUR)     | 1      |        |
| 0      | Jon Rønningen (NOR)    | 4-0 ST | 17-0   | Ramón Meña (PAN)       | 1      |        |
| 0      | Shawn Sheldon (USA)    | 3-0 PO | 7-0    | Said Tango (MAR)       | 1      |        |
| Kolo 2 |                        |        |        |                        |        |        |
| 2      | Ulises Valentin (DOM)  | 0-4 ST | 3-21   | Senad Rizvanović (IOP) | 0      |        |
| 0      | Bratan Cenov (BUL)     | 3-0 PO | 2-0    | Remzi Öztürk (TUR)     | 2      |        |
| 0      | Jon Rønningen (NOR)    | 3-0 PO | 5-0    | Shawn Sheldon (USA)    | 1      |        |
| 1      | Ramón Meña (PAN)       | 3-1 PP | 5-2    | Said Tango (MAR)       | 2      |        |
| Kolo 3 |                        |        |        |                        |        |        |
| 1      | Bratan Cenov (BUL)     | 1-3 PP | 3-5    | Jon Rønningen (NOR)    | 0      |        |
| 1      | Senad Rizvanović (IOP) | 1-3 PP | 1-3    | Shawn Sheldon (USA)    | 1      |        |
| 1      | Ramón Meña (PAN)       |        |        | DNA                    |        |        |
| Kolo 4 |                        |        |        |                        |        |        |
| 1      | Bratan Cenov (BUL)     | 1-3 PP | 2-5    | Shawn Sheldon (USA)    | 1      |        |
| 2      | Senad Rizvanović (IOP) | 0-3 PO | 0-11   | Jon Rønningen (NOR)    | 0      |        |

| Zápasník               | L | ER | CP |
| ---------------------- | - | -- | -- |
| Jon Rønningen (NOR)    | 0 | -  | 13 |
| Shawn Sheldon (USA)    | 1 | -  | 9  |
| Bratan Cenov (BUL)     | 2 | 4  | 9  |
| Senad Rizvanović (IOP) | 2 | 4  | 8  |
| Said Tango (MAR)       | 2 | 2  | 1  |
| Ulises Valentin (DOM)  | 2 | 2  | 0  |
| Remzi Öztürk (TUR)     | 2 | 2  | 0  |
| Ramón Meña (PAN)       | 1 | 2  | 3  |

### Finále
|                           | CP              | TP              |                        |                 |
| 9th place match           | 9th place match | 9th place match | 9th place match        | 9th place match |
| ------------------------- | --------------- | --------------- | ---------------------- | --------------- |
| Raúl Martínez (CUB)       | 4-0 ST          | 15-0            | Said Tango (MAR)       |                 |
| 7th place match           |                 |                 |                        |                 |
| Ismo Kamesaki (FIN)       | 3-1 PP          | 2-1             | Senad Rizvanović (IOP) |                 |
| 5th place match           |                 |                 |                        |                 |
| Valentin Rebegea (ROU)    | 1-3 PP          | 1-6             | Bratan Cenov (BUL)     |                 |
| Bronze medal match        |                 |                 |                        |                 |
| Min Kyung-Gab (KOR)       | DNA             |                 | Shawn Sheldon (USA)    |                 |
| Gold medal match          |                 |                 |                        |                 |
| Alfred Ter-Mkrtčjan (EUN) | 1-3 PP          | 1-2             | Jon Rønningen (NOR)    |                 |

## Finálové pořadí
1. Jon Rønningen (NOR)
2. Alfred Ter-Mkrtčjan (EUN)
3. Min Kyung-Gab (KOR)
4. Shawn Sheldon (USA)
5. Bratan Cenov (BUL)
6. Valentin Rebegea (ROU)
7. Ismo Kamesaki (FIN)
8. Senad Rizvanović (IOP)
9. Raúl Martínez (CUB)
10. Said Tango (MAR)